# 阿扎兹战役
阿扎兹战役是叙利亚内战期间叙利亚政府军与叙利亚自由军（FSA）为争夺阿勒颇北部的阿扎兹市而进行的一场战役。

## 政府军的第一波攻势
2012年3月6日，反对派武装叙利亚自由军（FSA）控制了阿勒颇以北的多个城镇，并开始进攻阿扎兹。之后，政府军在阿勒颇及其周边区域对反对派活动人士进行镇压，引發政府军内部哗变，导致阿扎兹市在2012年3月末成为了叙利亚政府军与由变节的政府军以及拿起武器的平民组成的FSA交战的战场。在3月份，有3名政府军被FSA打死。在5月23日，政府军对阿扎兹发动攻势。政府军车队在直升机与火炮的支援之下从西侧接近该市，他们遭遇了由Ahrar alShamal旅和Muthanna ibn Haritha战斗营组成的反对派武装顽强的抵抗。在接下去的三天，政府军一直试图攻占反对派控制的街区。到了5月26日夜间，反对派武装将政府军赶出该市，并在战斗中摧毁了5辆装甲车。

## 第二波攻势
在6月初，叙利亚当局政府开始对阿勒颇北部发动第二波重要攻势。就像先前那次攻势，政府军攻势的焦点是阿扎兹市，在7月2日政府军开始炮轰该市。1周之后，叙利亚人权观察组织报道称在该市的多个街区发生激烈冲突。阿扎兹市的冲突一直持续到了7月19日，反对派武装在当天重新控制了该市。政府军被迫撤往Minnakh空军基地，这处基地此时仍在运作。7月23日，据证实，FSA最终控制了阿扎兹市。反对派武装声称在战斗中政府军有17辆坦克被摧毁，还有1辆被缴获。但是有在当地的记者给出的统计数字是7辆坦克被摧毁。
没有关于这场战斗的视频证据能解释反对派武装在战斗中是如何成功对抗政府军的装甲部队。但是，反对派武装的成功可以归结到一些因素。一份关于这场战斗的报告揭示了反对派武装使用了火箭助推榴弹发射器（RPG）来对抗政府军的装甲部队。如果情况如此的话，阿扎兹的反对派武装已经制定出了一个有效的反装甲战术体系。RPG并不能击穿坦克上装甲比较厚的地方。为此，反对派武装通过运用各种巧妙的战术策略，以攻击坦克装甲的薄弱点为主，精心配置他们的反坦克火力点，在运动中歼灭敌方坦克。这份报告同样指出政府军在使用坦克时的战术失误。政府军将装甲部队部署于一座清真寺附近的大院中，将炮管指向院外，仅仅只是处于一个防御状态。政府军除了在清真寺内部署狙击手起到俯瞰监视作用之外，就再也没有部署步兵部队以支援装甲部队。
反对派在该地取得的胜利还有一个因素，那就是反对派在战斗中一直有充裕的弹药补给。由于阿扎兹靠近土叙边界，反对派武装可以轻易地通过Kilis过境通道来获取武器、弹药和增援。FSA旗下的Tawhid旅声称他们从外国获得了支援。Tawhid旅在阿扎兹的发言人Abdulaziz Salama最近声称该部队在美国和土耳其的合作下获得两批弹药，其中包括700枚RPG弹药、300支步枪和3000枚手榴弹。

## 后续进展
12月16日，叙利亚空军轰炸了该市。大部分炸弹都命中了阿扎兹的市中心，但至少有1枚炸弹命中了距离土叙边境不到500米的地方。这场空袭还引发了土耳其国内叙利亚难民营内的恐慌情绪。数百名来自阿扎兹的难民试图越过土叙边境。在2013年1月26日，阿扎兹再次遭到政府军的空袭。